# Jordi d'Ornos
Jordi d'Ornos (né v. 1380 à Perpignan, en Languedoc-Roussillon, et mort à Carpentras en 1452) est un pseudo-cardinal français du XVe siècle.

## Biographie
Jordi d'Ornos étudie à l'université de Perpignan. Il est prieur de l'abbaye de  Sant Pere à Casserres, archidiacre d'Elne et chancelier et procurateur du roi Alfonso el Magnánimo auprès du pape Martin V et archidiacre de Barcelone. D'Ornos est aussi protonotaire apostolique et archidiacre à Majorque. En 1423 il est nommé évêque de Vich. D'Ornos participe au concile de Tortosa en 1429, lors duquel le schisme est fini, et au synode du diocèse de Manresa en 1433. Il est transféré à Tortosa en 1434, mais le transfert n'a pas lieu. D'Ornos assiste au concile de Bâle et à l'élection de l'antipape Félix V.
L'antipape Félix V le crée cardinal lors du consistoire du 2 octobre 1440. Le pape Eugène IV le prive de son diocèse en 1445, mais il se réconcilie avec le pape Nicolas V, qui le transfère à Carpentras en 1449.